# Енкелад (сателит)
Енкелад (енгл. Enceladus, Сатурн ) је природни сателит планете Сатурн. Средњег је пречника од 504,2 km, што је десетина сатурновог највећег месеца, Титана. Сматра се да је извор Сатурновог Е прстена и да је геолошки активан. Постоје чврсти докази да се испод ледене површине овог месеца налази океан течне воде.

## Откриће
Енкелад или Сатурн II, је открио немачко-британски астроном Вилхелм Хершел 28. августа 1789. године. Име је добио по гиганту Енкеладу, из грчке митологије. Име Енкелада и других седам сатурнових месеца је, од стране Џона Хершела, Вилхелмовог сина, предложено и објављено у стручном чланку 1847. године под називом „Резултати астрономских посматрања са Рта добре наде“ (енгл. Results of Astronomical Observations made at the Cape of Good Hope).

## Гејзири и океан
Агенција НАСА је 2006. године објавила да су на фотографијама сонде Касини откривени гејзири течне воде на Енкеладу. Подаци сугеришу да се кроз ове гејзире сваке секунде у свемир избаци око 250 килограма водене паре брзином од око 2.189 km/h.

Касније, прелетима сонде Касини у периоду од 2010. до 2012. године, откривено је да се испод ледене површине јужног пола највероватније налази подповршински океан, чија је запремина слична запремини Горњег језера у Северној Америци (скоро 2.000 пута већа запремина од Скадарског језера). Према истим подацима научници су проценили да се океан налази испод 30–40 километара леда, и да је дубина океана око 10 километара. У то време још се са сигурношћу није знало да ли је океан сконцентрисан само на јужни пол, или је глобални.
У септембру 2015. године научници агенције НАСА су на основу мерења „климања” Енкелада током орбите око Сатурна – званог либрација, утврдили да ледени омотач није чврсто повезан са језгром, што иде у прилог теорији да је подповршински океан глобални, а не само испод јужног пола.

## Орбита
Енкелад је један од главних унутрашњих сателита Сатурна, заједно са Дионом, Тетисом и Мимасом. Његова орбита налази се на удаљености од 238 000 километара од центра Сатурна и 180.100 километара од врхова његових облака, између орбита Мимаса и Тетиса. Кружи око Сатурна сваких 32,9 сати, што је довољно брзо да се његово кретање може посматрати током једне ноћи посматрања. Енкелад је тренутно у орбиталној резонанци средњег кретања 2:1 са Дионом, завршавајући две орбите око Сатурна за сваку једну орбиту коју Диона заврши.Ова резонанца одржава Енкеладову орбиталну ексцентричност (0,0047), која је позната као присилна ексцентричност. Ова ексцентричност различита од нуле резултира плимском деформацијом Енкелада. Расипана топлота која настаје услед ове деформације је главни извор загревања за Енкеладову геолошку активност. Енкелад кружи унутар најгушћег дела Сатурновог Е прстена, најудаљенијег од његових главних прстенова, и главни је извор материјалног састава прстена.Као и већина већих Сатурнових сателита, Енкелад се ротира синхроно са својим орбиталним периодом, држећи једну страну усмерену ка Сатурну. За разлику од Земљиног Месеца, Енкелад не либрира више од 1,5° око своје осе ротације. Међутим, анализа облика Енкелада сугерише да је у неком тренутку био у присилној секундарној спин-орбиталној либрацији 1:4. Ова либрација је могла да обезбеди Енкеладу додатни извор топлоте.